# Новофедоровське сільське поселення
Новофе́доровське сільське поселення (рос. Новофёдоровское сельское поселение) — муніципальне утворення у складі Старошайговського району Мордовії, Росія. Адміністративний центр — село Нова Федоровка.

## Історія
Станом на 2002 рік існували Вертелімська сільська рада (село Вертелім), Верякушинська сільська рада (село Верякуші, присілки Гавриловка, Трегубовка, селище Горілий), Ірсетська сільська рада (село Ірсеть, присілок Авгури), Кулдимська сільська рада (села Кулдим, Лемдяйський Майдан), Новоалександровська сільська рада (село Нова Александровка, присілок Ківчей, селище Верхній Ківчей), Новофедоровська сільська рада (село Нова Федоровка, присілок Надеждинка) та Тем'яшевська сільська рада (село Тем'яшево, селище Красновка).
3 травня 2007 року було ліквідовано Тем'яшевське сільське поселення (село Тем'яшево, селище Красновка), його територія увійшла до складу Ірсетського сільського поселення; ліквідовано Верякушинське сільське поселення (село Верякуші, присілки Гавриловка, Трегубовка), його територія увійшла до складу Новоалександровського сільського поселення.
Селище Красновка було ліквідовано 13 вересня 2007 року.
12 травня 2010 року було ліквідовано Вертелімське сільське поселення (село Вертелім), Ірсетське сільське поселення (села Ірсеть, Тем'яшево, присілок Авгури) та Кулдимське сільське поселення (села Кулдим, Лемдяйський Майдан), їхні території увійшли до складу Новофедоровського сільського поселення.
24 квітня 2019 року було ліквідовано Новоалександровське сільське поселення (села Верякуші, Нова Александровка, присілок Гавриловка, Ківчей, Трегубовка, селище Верхній Ківчей), його територія увійшла до складу Новофедоровського сільського поселення.

## Населення
Населення — 986 осіб (2019, 1412 у 2010, 2058 у 2002).

## Склад
До складу поселення входять такі населені пункти:
| Населений пункт          | Населення, осіб (2002) | Населення, осіб (2010) |
| ------------------------ | ---------------------- | ---------------------- |
| Авгури, присілок         | 112                    | 63                     |
| Вертелім, село           | 370                    | 297                    |
| Верхній Ківчей, селище   | 6                      | 0                      |
| Верякуші, село           | 61                     | 17                     |
| Гавриловка, присілок     | 113                    | 64                     |
| Горілий, селище          | 0                      | -                      |
| Ірсеть, село             | 82                     | 56                     |
| Ківчей, присілок         | 11                     | 10                     |
| Красновка, селище        | 3                      | -                      |
| Кулдим, село             | 310                    | 241                    |
| Лемдяйський Майдан, село | 88                     | 36                     |
| Надеждинка, присілок     | 36                     | 9                      |
| Нова Александровка, село | 218                    | 206                    |
| Нова Федоровка, село     | 485                    | 372                    |
| Тем'яшево, село          | 132                    | 33                     |
| Трегубовка, присілок     | 31                     | 8                      |